# Memory Almost Full
| 전문가 평가          | 전문가 평가 |
| 총 점수              | 총 점수     |
| 출처                 | 점수        |
| -------------------- | ----------- |
| 메타크리틱           | 69/100      |
| 평가 점수            |             |
| 출처                 | 점수        |
| AllMusic             | [ 2 ]       |
| Entertainment Weekly | A−          |
| The Guardian         | [ 4 ]       |
| Los Angeles Times    | [ 5 ]       |
| The Observer         | [ 6 ]       |
| Pitchfork            | (6.4/10)    |
| PopMatters           | (5/10)      |
| Robert Christgau     | [ 9 ]       |
| Rolling Stone        | [ 10 ]      |
| BBC                  | Favorable   |

《Memory Almost Full》은 영국의 음악가 폴 매카트니의 열네 번째 솔로 스튜디오 음반이다. 2007년 6월 4일 영국에서 발매되었고, 하루 뒤 미국에서 발매되었다. 이 음반은 스타벅스의 히어 뮤직 레이블에 나온 첫 번째 음반이었다. 데이비드 카네가 프로듀싱하였으며 2003년 10월부터 2007년 2월까지 애비 로드 스튜디오, 헨슨 레코딩 스튜디오, AIR 스튜디오, 호그 힐 밀 스튜디오, RAK 스튜디오에서 녹음하였다. 2003년과 2006년 사이에, 매카트니는 프로듀서 나이젤 고드리치와 함께 또 다른 스튜디오 음반인 《Chaos and Creation in the Backyard》(2005년)을 작업하고 있었다.
《Memory Almost Full》은 덴마크, 스웨덴, 그리스, 노르웨이뿐만 아니라 영국과 미국 모두에서 상위 5위에 올랐다. 그래미 어워드 후보에 오른 이 음반은 전세계적으로 200만 장 이상이 팔렸고, 미국 음반 산업 협회로부터 미국에서만 50만 장 이상의 판매량에 대해 골드 인증을 받았다. 이 음반은 싱글 디스크, 2CD 세트, CD/DVD 디럭스 에디션의 3가지 버전으로 발매되었으며, 그 중 후자는 2007년 11월 6일에 발매되었다.